# Eduard Senz

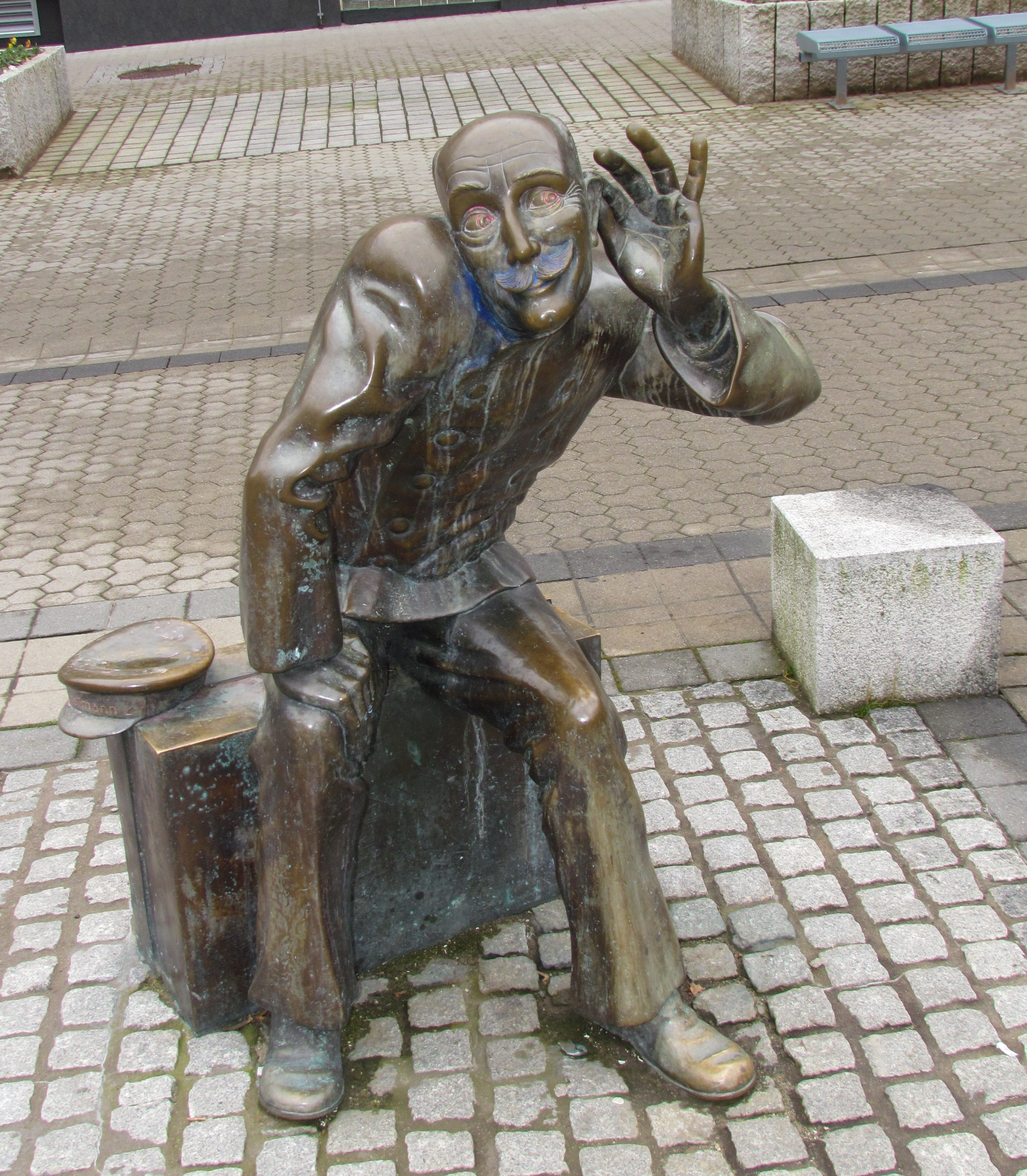
Denkmal für Eduard Senz in Neunkirchen

Karl Franz Eduard Senz (* 30. Dezember 1877 in Wiebelskirchen; † 28. Februar 1941 in Hadamar) war ein Neunkircher Original. Er fiel den nationalsozialistischen Krankenmorden der „Aktion T4“ zum Opfer.

## Leben
Eduard Senz, auch Sense-Eduard genannt, arbeitete als Dienstmann und Kofferträger auf dem Bahnhof von Neunkirchen. Er war bekannt für seine originelle Art, in der er seine Mitmenschen zu Anstand und Höflichkeit anzuhalten pflegte. 1923 erkrankte er und wurde in die Heil- und Pflegeanstalt Merzig gebracht. Als Merzig zum Lazarett umfunktioniert wurde, verlegte man ihn 1939 in die Landes-Heil- und Pflegeanstalt im hessischen Herborn. Am 28. Februar 1941 wurde er in die NS-Tötungsanstalt Hadamar verlegt, wo er ermordet wurde.

## Denkmal
1994 wurde in Neunkirchen ein bronzenes Denkmal für Eduard Senz aufgestellt, das der Künstler Werner Schorr geschaffen hatte. Das Denkmal wurde in der Kunstgießerei Strassacker in Süßen gegossen. Es zeigt den Dienstmann Nr. 2 – so die Aufschrift seiner Mütze – auf einem Koffer sitzend, die Mütze neben sich, die linke Hand zum lauschenden Ohr erhoben. 2006 wurde das Denkmal im Zuge der Umgestaltung des Hammergrabens um einige Meter versetzt.

### Vorgeschichte

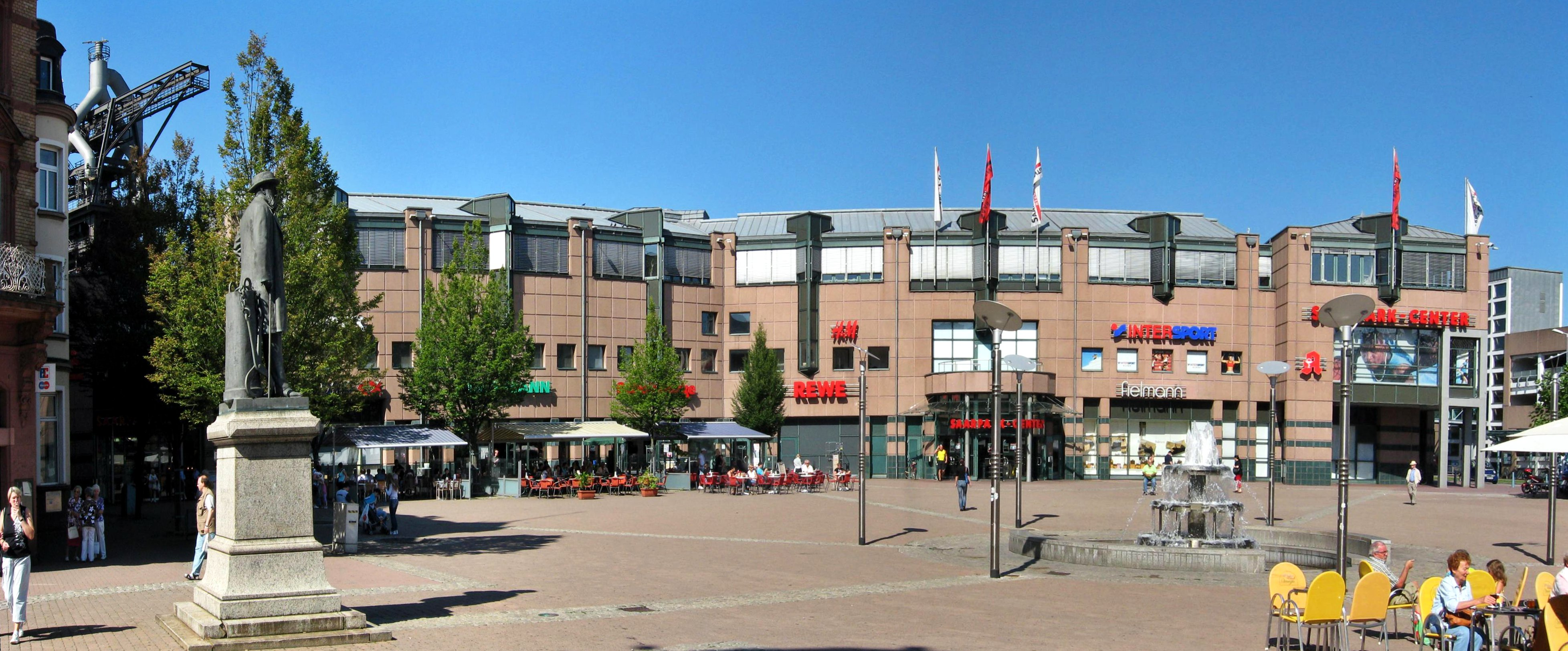
Verworfener Standort: vor dem Stumm-Denkmal

Ursprünglich hätte Schorr eine Stahlplastik für den Lübbener Platz in Neunkirchen entwerfen sollen; dann entschied man sich, Eduard Senz beispielhaft zum Gedenken an die Opfer des Nationalsozialismus hervorzuheben und diesem ein Denkmal zu setzen. Der neue Standort auf dem Stummplatz gegenüber dem Standbild Carl Ferdinand von Stumm-Halbergs wurde verworfen, weil Senz und Stumm keine Gemeinsamkeiten aufwiesen. Am Hammergraben, einer von zahlreichen Passanten frequentierten Straße, steht das 1,50 Meter hohe und etwa 400 Kilogramm schwere Kunstwerk für sich allein. Ein Steinblock neben der Figur des Eduard Senz lädt Besucher ein, sich neben die Bronzegestalt zu setzen.